# Anatomisch-Embryologisch Museum
Het Anatomisch-Embryologisch Museum is een museum over anatomie en embryologie in Paramaribo, Suriname.
Na een periode gesloten te zijn geweest werd het op 18 november 2022 heropend in de conference room van het Medisch Wetenschappelijk Instituut (MWI). Hier is ook de medische faculteit van de Anton de Kom Universiteit van Suriname gevestigd. Sinds de heropening is de collectie sterk uitgebreid. De uitbreiding van de collectie kwam onder meer door een schenking van de Stichting Geschiedenis Fysiotherapie (SGF) die in juni 2023 door de anatoom en oud-minister Rakieb Khudabux werd overhandigd.
Aanvankelijk werd het in 1976 opgezet. Door het economische verval in de jaren 1980 werd het gesloten. Khudabux is een voortrekker geweest om het museum heropend te krijgen, mede om te voorkomen dat er preparaten verloren zouden gaan. Hij werkte samen met instituten in Nederland zoals de Vrije Universiteit Amsterdam, Universiteit Leiden, Universiteit Utrecht en het Trefpunt Medisch Genootschap. Ook zijn mensen vanuit Nederland naar Suriname gekomen om te helpen de heropening te realiseren.